# スマイルサンデー
スマイルサンデーは、2006年4月から2013年9月までKBCラジオで放送していた日曜午前の生ワイド番組である。

## 放送時間

### 終了地点の放送時間
- 日曜日：9:00～9:55(JST)（2011年4月～2013年9月）

### 過去の放送時間
- 日曜日：8:00～11:00(JST)（2006年4月～2006年9月）
- 日曜日：7:30～11:00(JST)（2006年10月～2007年3月）
- 日曜日：8:00～11:00(JST)（2007年4月～2008年3月）
- 日曜日：7:30～11:00(JST)（2008年4月～2009年12月）
- 日曜日：7:30～10:45(JST)（2010年1月～2011年3月）

## パーソナリティ

### 終了地点のパーソナリティ
- 荒木美穂（2008年4月～2013年9月）

### 過去のパーソナリティ
- 青木あつこ（2006年4月～2008年3月）

## 概要
形式上は2006年3月までKBCラジオの日曜午前中に放送されていた番組をまとめた形だが、それまで放送されていた『世相ホットライン ハイ!竹村健一です』や『財津和夫の人生ゲーム21』等番組自体は継続し、その番組間にパーソナリティのトークや行楽情報・リクエスト・交通情報・ニュース・天気予報で繋いだ形の番組である。

## コーナー
（注）☆印の番組は2006年3月までは独立した番組として放送。
- スマイルスポット（行楽情報等）
- ひまわり号レポート
- スマイルショッピング
- KBC交通情報（9:30頃）

### 過去に放送されていたコーナー（番組）
- 博多座・夢舞台（2006年10月～2007年3月の間のみ　その前後は独立した番組として放送)
- ☆ズンドコサンデー あっぱれきよし!（文化放送制作　2008年3月まで）
- ☆財津和夫の人生ゲーム21（東海ラジオ制作　2008年9月まで）
- ☆栗村智のHAPPY!ニッポン!（ニッポン放送制作）（2010年3月まで）

以下の番組は2011年春の枠縮小時に、当番組から独立した物
- 家電ソムリエ（2009年4月～、NRN基幹局5局にネット）
- ☆朝の色・いろ（滝悦子・伊豆美沙子）
- ☆古賀久美子のおはようクラシック
- ☆世相ホットライン ハイ!竹村健一です（文化放送制作）